# The OA
The OA ist eine US-amerikanische Mysteryserie von Brit Marling und Zal Batmanglij. Marling übernimmt dabei auch die Hauptrolle der Protagonistin Prairie Johnson alias „OA“ beziehungsweise „Nina“. Die Serie wurde am 16. Dezember 2016 weltweit bei Netflix veröffentlicht. Die erste Staffel der Serie umfasst acht Episoden und wurde von Plan B und Anonymous Content produziert. Im Februar 2017 wurde eine zweite Staffel von Netflix angekündigt, deren Produktion im Januar 2018 begann. Die zweite Staffel wurde am 22. März 2019 auf Netflix veröffentlicht. Im August 2019 setzte Netflix die Serie nach zwei Staffeln ab.

## Handlung
Die Serie handelt von der 28-jährigen Prairie Johnson: Als sich eine Frau von einer Brücke stürzt und überlebt, wird schnell klar, dass es sich um Prairie handelt, die vor sieben Jahren von einem auf den anderen Tag verschwunden war. Obwohl Prairie damals blind war, kann sie nun, nachdem sie wieder aufgetaucht ist, wieder sehen. Rätselhaft bleibt vorerst auch, warum ihr Rücken von Narben gezeichnet ist. Sie selbst nennt sich nun „OA“, ein Name, dessen Bedeutung sich erst im Verlauf der Serie erschließt.
Über die Geschehnisse während ihres Verschwindens äußert sie sich weder ihren Adoptiveltern noch den Behörden gegenüber. Sie erzählt ihre Geschichte jedoch fünf Menschen, von denen sie sich Unterstützung für eine Mission verspricht, die mit ihrem eigenen und dem Verschwinden anderer zusammenhängt.

## Besetzung und Synchronisation
Die Synchronisation entstand an der Berliner Synchron GmbH nach dem Dialogbuch von Sebastian Zidek und unter der Dialogregie von Juana von Jascheroff.
| Rollenname                                  | Schauspieler                        | Hauptrolle (Episoden)                      | Synchronsprecher                         |
| ------------------------------------------- | ----------------------------------- | ------------------------------------------ | ---------------------------------------- |
| Prairie „OA“ Johnson / Nina „Ninny“ Azarova | Brit Marling Zoey Todorovsky (Kind) | 1.01–2.05, 2.07–2.08                       | Lydia Morgenstern Sarah Strelocke (Kind) |
| Homer Roberts                               | Emory Cohen                         | 1.01–1.06, 1.08–2.02, 2.04–2.05, 2.07–2.08 | Amadeus Strobl                           |
| Abel Johnson                                | Scott Wilson                        | 1.01–1.04, 1.07–1.08, 2.03                 | Uli Krohm                                |
| Elizabeth „Betty“ Broderick-Allen („BBA“)   | Phyllis Smith                       | 1.01–1.08, 2.02–2.03, 2.06, 2.08           | Karin Grüger                             |
| Dr. Hunter Aloysius „Hap“ Percy             | Jason Isaacs                        | 1.02–1.06, 1.08–2.02, 2.04–2.05, 2.07–2.08 | Ingo Albrecht                            |
| Roman Azarov                                | Nikolai Nikolaeff                   | 1.01–1.02, 2.07                            | Originalton                              |
| Nancy Johnson                               | Alice Krige                         | 1.01–1.05, 1.07–2.01                       | Karin Buchholz                           |
| Steve Winchell                              | Patrick Gibson                      | 1.01–2.03, 2.05–2.06, 2.08                 | Constantin von Jascheroff                |
| Jesse Mills                                 | Brendan Meyer                       | 1.01–1.08, 2.02–2.03, 2.06, 2.08           | Sebastian Fitzner                        |
| Buck Vu                                     | Ian Alexander                       | 1.01–1.08, 2.02–2.03, 2.06–2.08            | Sarah Alles                              |
| Alfonso „Alfie/French“ Sosa                 | Brandon Perea                       | 1.01–1.08, 2.02–2.03, 2.06, 2.08           | Patrick Keller                           |
| Scott Brown                                 | Will Brill                          | 1.02–1.06, 1.08–2.02, 2.04–2.05, 2.07–2.08 | Florian Hoffmann                         |
| Dr. Mark Shea                               | J. C. MacKenzie                     | 1.02                                       | Matthias Klages                          |
| Patricia Knowler                            | Rosalind Chao                       | 1.03                                       | Juana von Jascheroff                     |
| Kevin Harris                                | Victor Slezak                       | 1.02, 1.05                                 | Dirk Müller                              |
| Rachel DeGrasso                             | Sharon Van Etten                    | 1.03–1.06, 1.08–2.04, 2.08                 | Amelie Plaas-Link                        |
| Renata Duarte                               | Paz Vega                            | 1.05–1.06, 1.08–2.02, 2.04, 2.08           | Giovanna Winterfeldt                     |
| Elias Rahim                                 | Riz Ahmed                           | 1.04–1.05, 1.07–1.08, 2.06                 | Tim Knauer                               |
| Karim Washington                            | Kingsley Ben-Adir                   | 2.01–2.02, 2.04–2.05, 2.07–2.08            | Fabian Oscar Wien                        |
| Pierre Ruskin                               | Vincent Kartheiser                  | 2.01–2.02, 2.05, 2.07                      | Nicolás Artajo                           |

## Episodenliste

### Teil 1
| Nr. (ges.)                                                                                               | Nr. (St.) | Deutscher Titel                | Originaltitel              | Regie          | Drehbuch                       |
| --- | --------- | ------------------------------ | -------------------------- | -------------- | ------------------------------ |
| 1 | 1         | Kapitel 1: Rückkehr            | Chapter 1: Homecoming      | Zal Batmanglij | Brit Marling & Zal Batmanglij  |
| 2 | 2         | Kapitel 2: New Colossus        | Chapter 2: New Colossus    | Zal Batmanglij | Melanie Marnich                |
| 3 | 3         | Kapitel 3: Champion            | Chapter 3: Champion        | Zal Batmanglij | Brit Marling & Dominic Orlando |
| 4 | 4         | Kapitel 4: Away                | Chapter 4: Away            | Zal Batmanglij | Ruby Rae Spiegel               |
| 5 | 5         | Kapitel 5: Paradies            | Chapter 5: Paradise        | Zal Batmanglij | Brit Marling & Zal Batmanglij  |
| 6 | 6         | Kapitel 6: Gabelungen          | Chapter 6: Forking Paths   | Zal Batmanglij | Melanie Marnich                |
| 7 | 7         | Kapitel 7: Imperium des Lichts | Chapter 7: Empire of Light | Zal Batmanglij | Brit Marling & Zal Batmanglij  |
| 8 | 8         | Kapitel 8: Unsichtbares Selbst | Chapter 8: Invisible Self  | Zal Batmanglij | Brit Marling & Zal Batmanglij  |
| Alle acht Episoden wurden am 16. Dezember 2016 weltweit auf Netflix in mehreren Sprachen veröffentlicht. |           |                                |                            |                |                                |

### Teil 2
| Nr. (ges.)                                                                                           | Nr. (St.) | Deutscher Titel                         | Originaltitel                        | Regie            | Drehbuch                               |
| --- | --------- | --------------------------------------- | ------------------------------------ | ---------------- | -------------------------------------- |
| 9 | 1         | Kapitel 1: Todesengel                   | Chapter 1: Angel of Death            | Zal Batmanglij   | Brit Marling & Zal Batmanglij          |
| 10                                                                                                   | 2         | Kapitel 2: Treasure Island              | Chapter 2: Treasure Island           | Zal Batmanglij   | Damien Ober & Nicki Paluga             |
| 11                                                                                                   | 3         | Kapitel 3: Zauberspiegel                | Chapter 3: Magic Mirror              | Andrew Haigh     | Nicki Paluga & Dominic Orlando         |
| 12                                                                                                   | 4         | Kapitel 4: SYZYGY                       | Chapter 4: SYZYGY                    | Zal Batmanglij   | Brit Marling & Zal Batmanglij          |
| 13                                                                                                   | 5         | Kapitel 5: Das Medium und der Bauleiter | Chapter 5: The Medium & the Engineer | Zal Batmanglij   | Brit Marling, Damien Ober & Henry Bean |
| 14                                                                                                   | 6         | Kapitel 6: Spieglein, Spieglein         | Chapter 6: Mirror Mirror             | Andrew Haigh     | Dominic Orlando & Claire Kiechel       |
| 15                                                                                                   | 7         | Kapitel 7: Nina Azarova                 | Chapter 7: Nina Azarova              | Anna Rose Holmer | Brit Marling & Henry Bean              |
| 16                                                                                                   | 8         | Kapitel 8: Überblick                    | Chapter 8: Overview                  | Zal Batmanglij   | Brit Marling & Zal Batmanglij          |
| Alle acht Episoden wurden am 22. März 2019 weltweit auf Netflix in mehreren Sprachen veröffentlicht. |           |                                         |                                      |                  |                                        |

## Produktion
Die Serie wurde erstmals im März 2015 angekündigt.
Die letzte Episode der ersten Staffel ist Allison Wilke gewidmet, welche die Serie mitproduzierte. Sie starb einen Monat vor Veröffentlichung der Serie an Brustkrebs.
Die Dreharbeiten zur zweiten Staffel begannen im Januar 2018.

## Serienende und Fan-Reaktionen
Am 5. August 2019 stellte Netflix die auf fünf Staffeln ausgelegte Serie The OA nach nur zwei Staffeln ein und hinterließ die Serie mit einem Cliffhanger-Ende. Marling schrieb, dass sie und Batmanglij „zutiefst traurig“ waren, dass sie die Serie nicht zu Ende führen konnten. Fans antworteten mit der Hashtag-Kampagne #SaveTheOA und #TheOAisReal auf Twitter, einer Change.org-Petition, und durch das Posten von Videos von sich selbst, wie sie die Bewegungen der Serie aufführten. Außerdem sammelte die OA-Fangemeinde Geld für eine digitale Plakatwand am Times Square. Marling schrieb, dass sie von der Fantreue bewegt war. Ein Fan ging in einen Hungerstreik, um für die Wiederaufnahme der Serie zu protestieren; Marling und Batmanglij besuchten sie und boten ihr Essen und Wasser an. Einige Fans haben online eine Theorie aufgestellt, dass die Ankündigung der Einstellung nur ein Publicity-Stunt war.

## Rezeption
The OA erhielt überwiegend positive Kritiken. Bei Rotten Tomatoes erhielt die erste Staffel 77 Prozent positive Rezensionen mit einer Durchschnittsbewertung von 7,6/10 basierend auf 66 Rezensionen. Metacritic gab der ersten Staffel, basierend auf 25 Rezensionen, eine Bewertung von 63 %.
Für Kevin Hennings von DWDL.de „glückt Netflix [mit The OA] der nächste große Hit“. The OA beweist „mit seinem gemäßigten Tempo, den wundervollen Dialogen und Twists, die überraschender nicht sein könnten“, dass Netflix’ „unkonventioneller Weg, Serien zu schaffen, ein bereichernder für die Branche ist“.
In seiner Bewertung der ersten Staffel kommt Mario Giglio von Serienjunkies.de zu dem Fazit, dass die „Geschichte [von The OA] nach ganz furchtbarem Esoterik-Gewäsch klingt, […] die Mischung aus Genreabenteuer und Arthouse-Film […] aber dermaßen konsequent und ohne Furcht davor, prätentiös zu wirken“, umgesetzt ist und man „das Ergebnis am Ende nur respektieren“ kann. Trotz der „Einzigartigkeit und Experimentierfreude [fühlt sich The OA] zuweilen doch viel zu gewöhnlich“ an und füllt die Spielzeit mit „unnötige[n] B-Handlungsbögen zu Nebencharakteren“.
Tristram Fane Saunders von der Onlineausgabe des britischen Daily Telegraph, sieht in The OA eine Ähnlichkeit zu Stranger Things. Indes versucht die The OA, dort wo Stranger Things zu konventionell war, „sehr ernsthaft seine Eigenwilligkeit unter Beweis zu stellen“ und „sich die Serie wie ein 8-Stunden-Sundance-Film anfühlt“. Saunders kritisiert, dass die „bedeutungsschweren, selbstbewussten literarischen Dialoge sich anfühlen, als ob sie unbeholfen aus einem Bühnenstück entnommen wurden“ und „Prairies zu dick aufgetragene Geschichte im Zeitlupentempo dahin erzählt wird“.
Enttäuscht äußert sich Daniel Fienberg vom Hollywood Reporter, für den The OA ein „misslungenes, aber nicht gänzlich wertloses Experiment einer Autorenserie ist“, welche „nach einem verlockenden und etwas missglückten Handlungsaufbau, auf dem Höhepunkt ziemlich albern wird“. Dennoch lobt Fienberg, dass „Netflix bereit ist eine solche Serie zu produzieren“ und hebt ebenso „den Stil und das Anliegen von Marling and Batmanglij“ hervor, welche die Serie „wiedererkennbar und unverwechselbar macht“.
Die zweite Staffel erreichte größere Zustimmung und erhielt auf Rotten Tomatoes Zuspruch von 92 Prozent der Rezensionen mit einer Durchschnittsbewertung von 7,8/10 basierend auf 37 Rezensionen. Metacritic gab der zweiten Staffel, basierend auf 8 Rezensionen, eine Bewertung von 67 %.